# Machaeranthera
Machaeranthera är ett släkte av korgblommiga växter. Machaeranthera ingår i familjen korgblommiga växter.
Kladogram enligt Catalogue of Life:
| Machaeranthera | \| \| Machaeranthera arenaria \| \| \| \| \| \| Machaeranthera carnosa \| \| \| \| \| \| Machaeranthera coulteri \| \| \| \| \| \| Machaeranthera crispa \| \| \| \| \| \| Machaeranthera crutchfieldii \| \| \| \| \| \| Machaeranthera gypsitherma \| \| \| \| \| \| Machaeranthera heterophylla \| \| \| \| \| \| Machaeranthera incisifolia \| \| \| \| \| \| Machaeranthera johnstonii \| \| \| \| \| \| Machaeranthera restiformis \| \| \| \| \| \| Machaeranthera setigera \| \| \| \| \| \| Machaeranthera stenoloba \| \| \| \| \| \| Machaeranthera tagetina \| \| \| \| \| \| Machaeranthera tanacetifolia \| \| \| \| \| \| Machaeranthera tenuis \| \| \| \| \| \| Machaeranthera turneri \| \| \| \| \| \| Machaeranthera wigginsii \| \| \| \| |
|                | \| \| Machaeranthera arenaria \| \| \| \| \| \| Machaeranthera carnosa \| \| \| \| \| \| Machaeranthera coulteri \| \| \| \| \| \| Machaeranthera crispa \| \| \| \| \| \| Machaeranthera crutchfieldii \| \| \| \| \| \| Machaeranthera gypsitherma \| \| \| \| \| \| Machaeranthera heterophylla \| \| \| \| \| \| Machaeranthera incisifolia \| \| \| \| \| \| Machaeranthera johnstonii \| \| \| \| \| \| Machaeranthera restiformis \| \| \| \| \| \| Machaeranthera setigera \| \| \| \| \| \| Machaeranthera stenoloba \| \| \| \| \| \| Machaeranthera tagetina \| \| \| \| \| \| Machaeranthera tanacetifolia \| \| \| \| \| \| Machaeranthera tenuis \| \| \| \| \| \| Machaeranthera turneri \| \| \| \| \| \| Machaeranthera wigginsii \| \| \| \| |
|                | Machaeranthera arenaria |
|                | |
|                | Machaeranthera carnosa |
|                | |
|                | Machaeranthera coulteri |
|                | |
|                | Machaeranthera crispa |
|                | |
|                | Machaeranthera crutchfieldii |
|                | |
|                | Machaeranthera gypsitherma |
|                | |
|                | Machaeranthera heterophylla |
|                | |
|                | Machaeranthera incisifolia |
|                | |
|                | Machaeranthera johnstonii |
|                | |
|                | Machaeranthera restiformis |
|                | |
|                | Machaeranthera setigera |
|                | |
|                | Machaeranthera stenoloba |
|                | |
|                | Machaeranthera tagetina |
|                | |
|                | Machaeranthera tanacetifolia |
|                | |
|                | Machaeranthera tenuis |
|                | |
|                | Machaeranthera turneri |
|                | |
|                | Machaeranthera wigginsii |
|                | |

## Bildgalleri

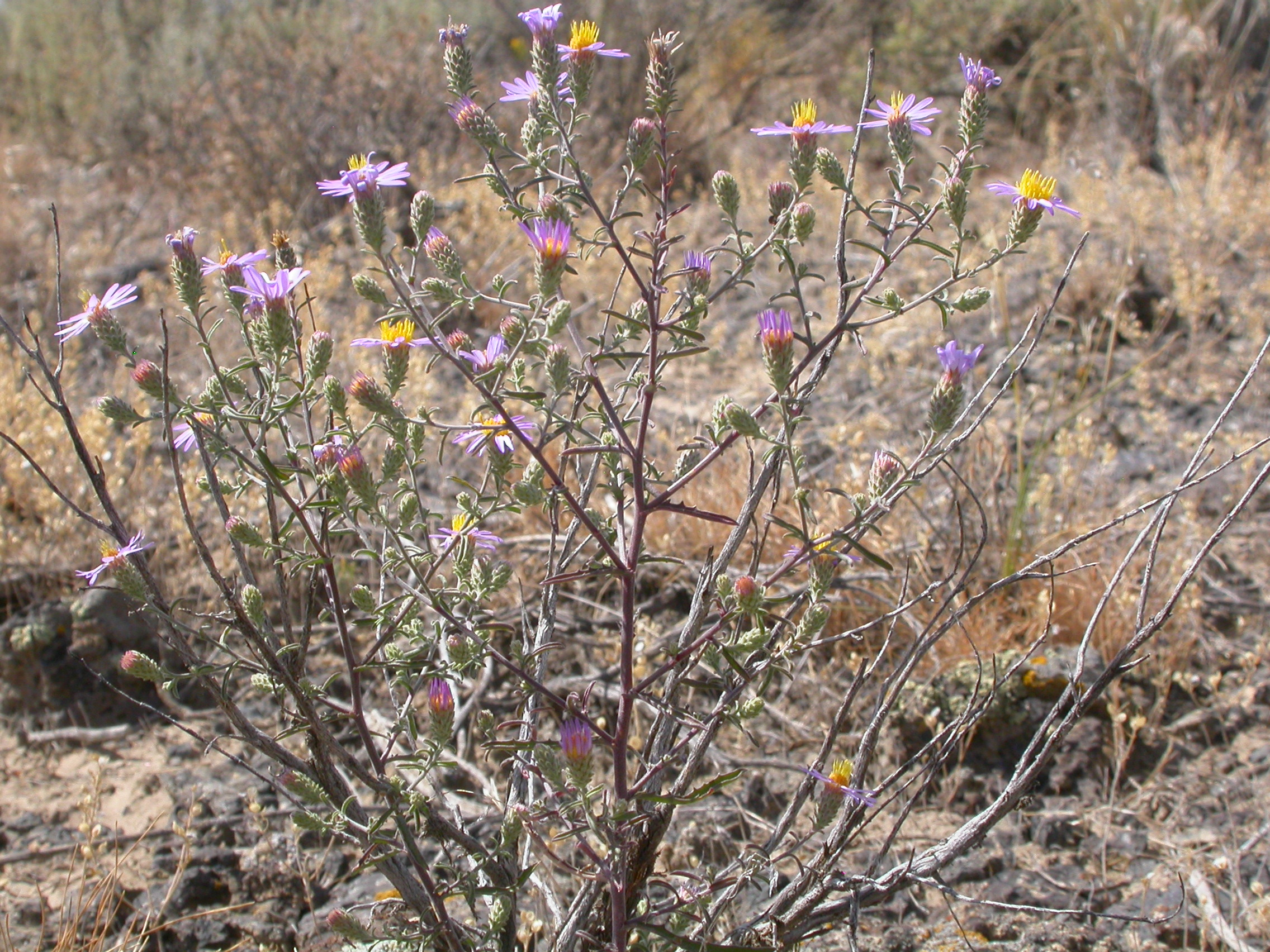
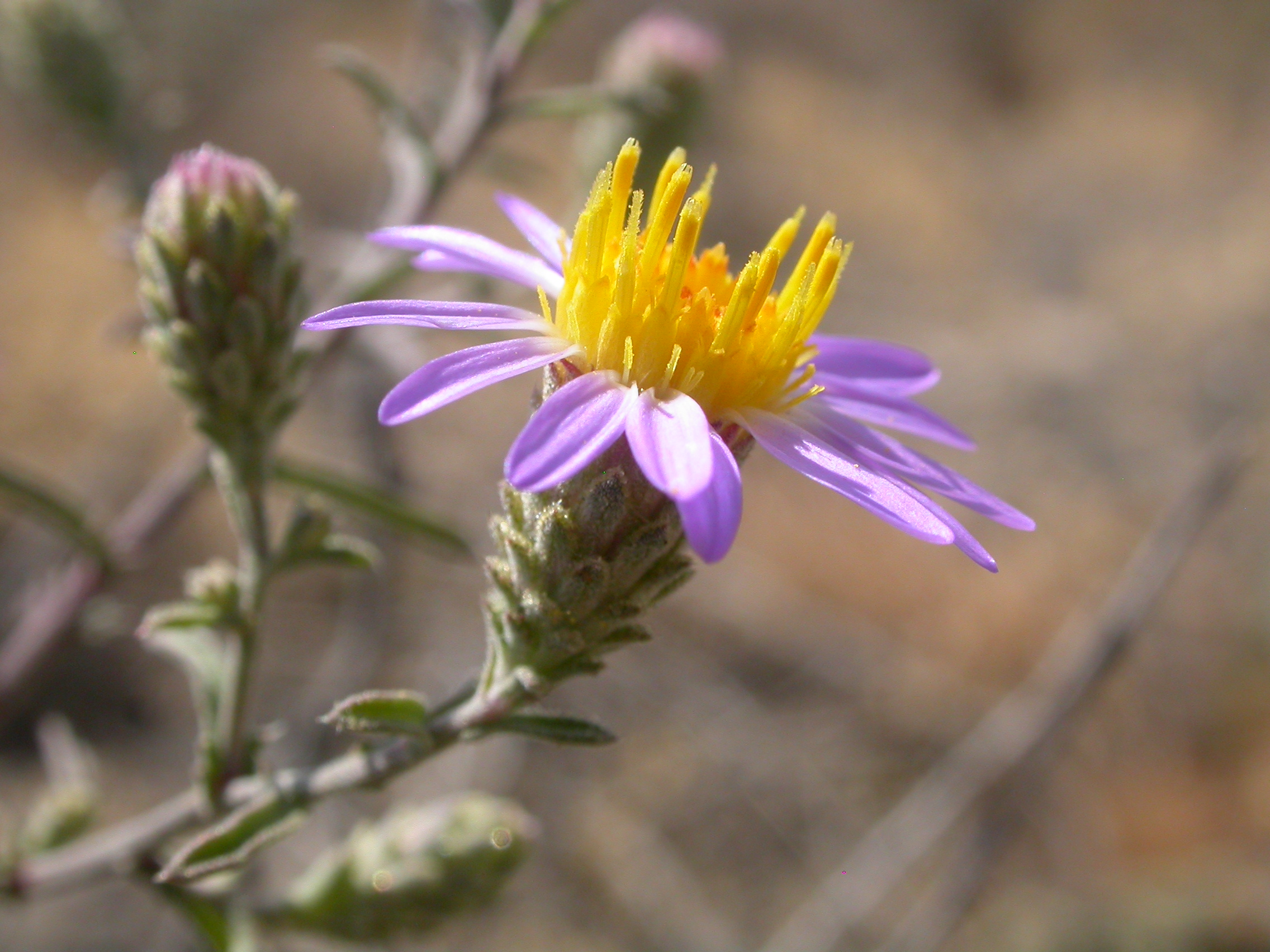
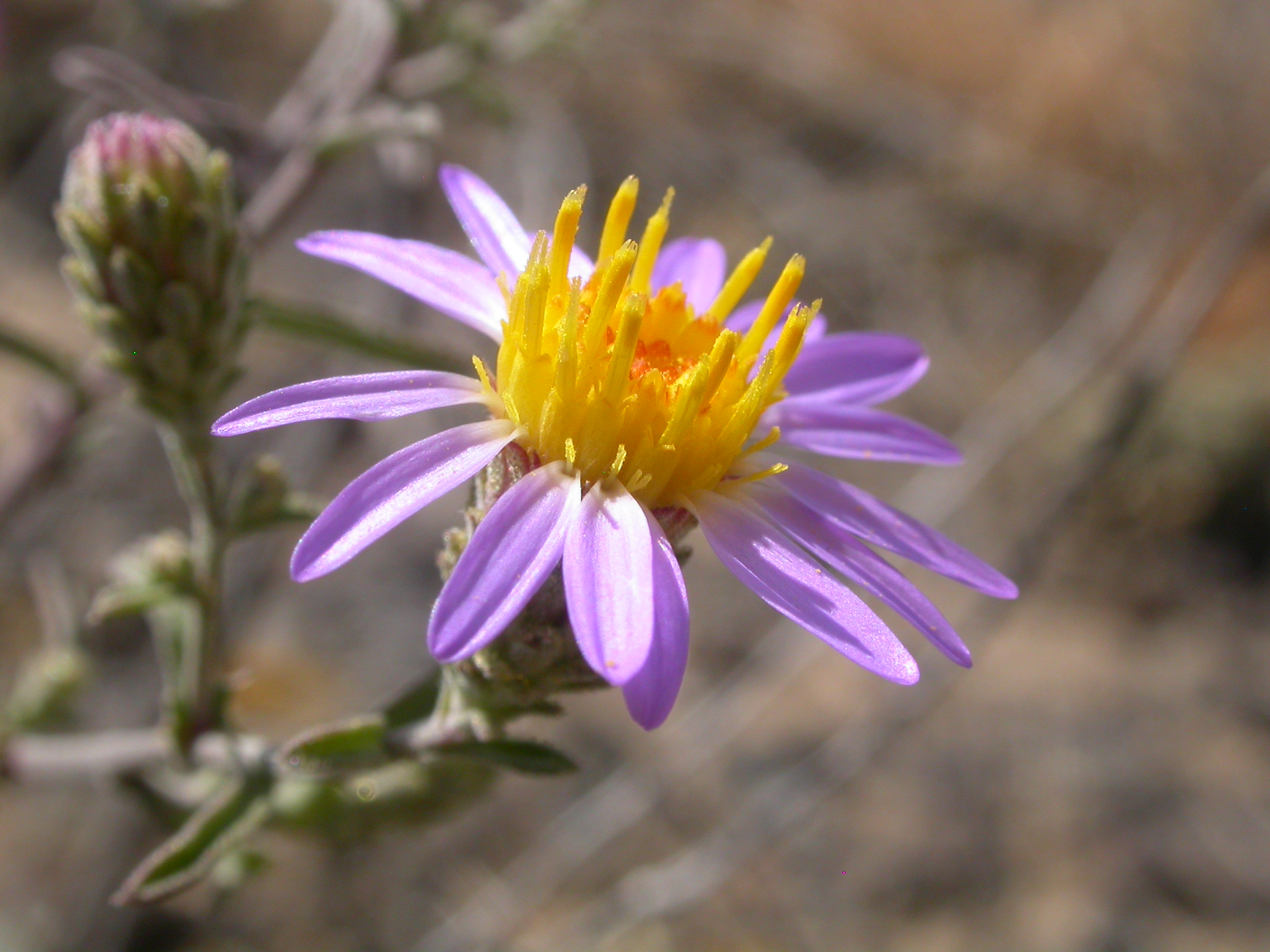
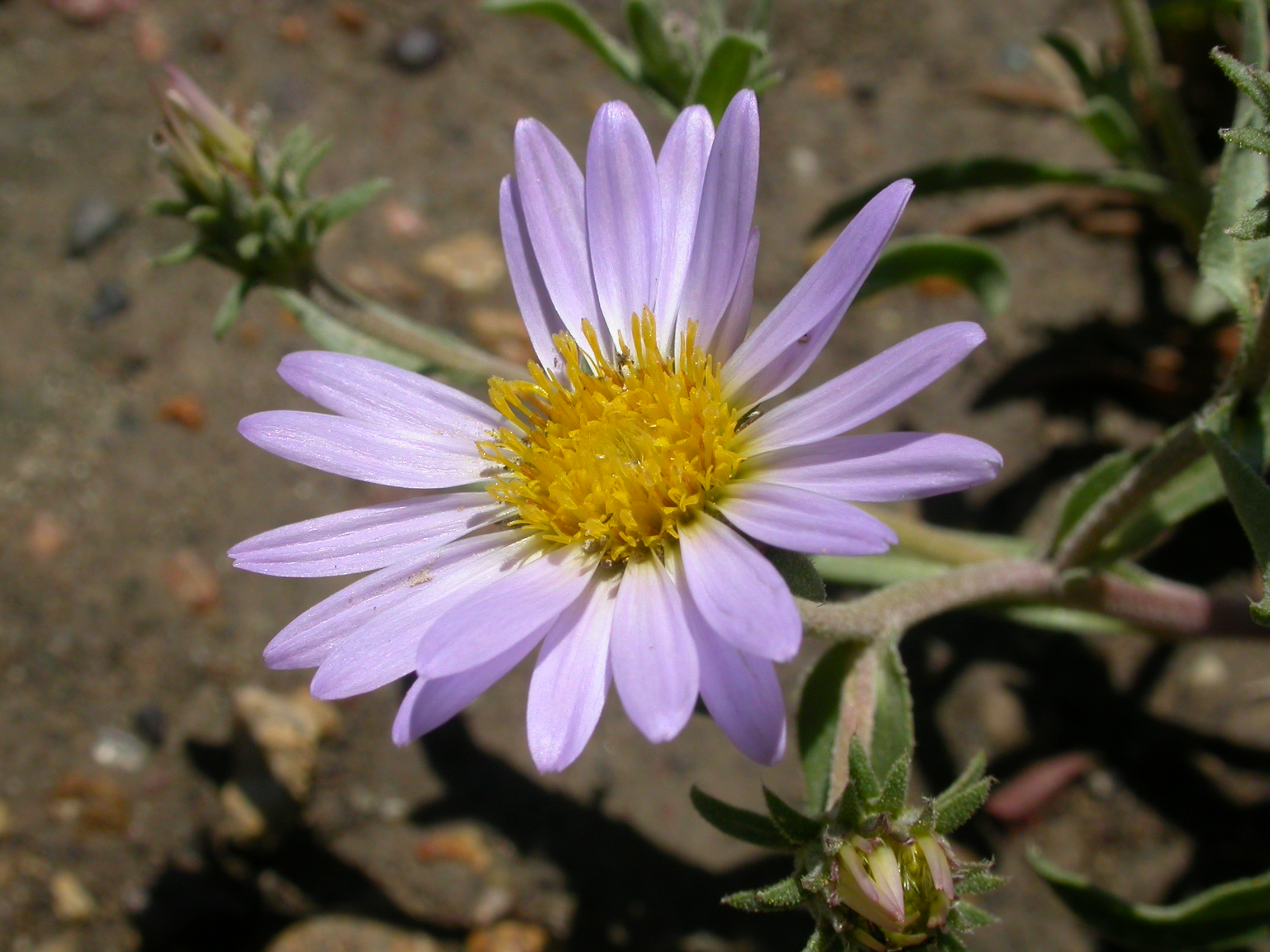
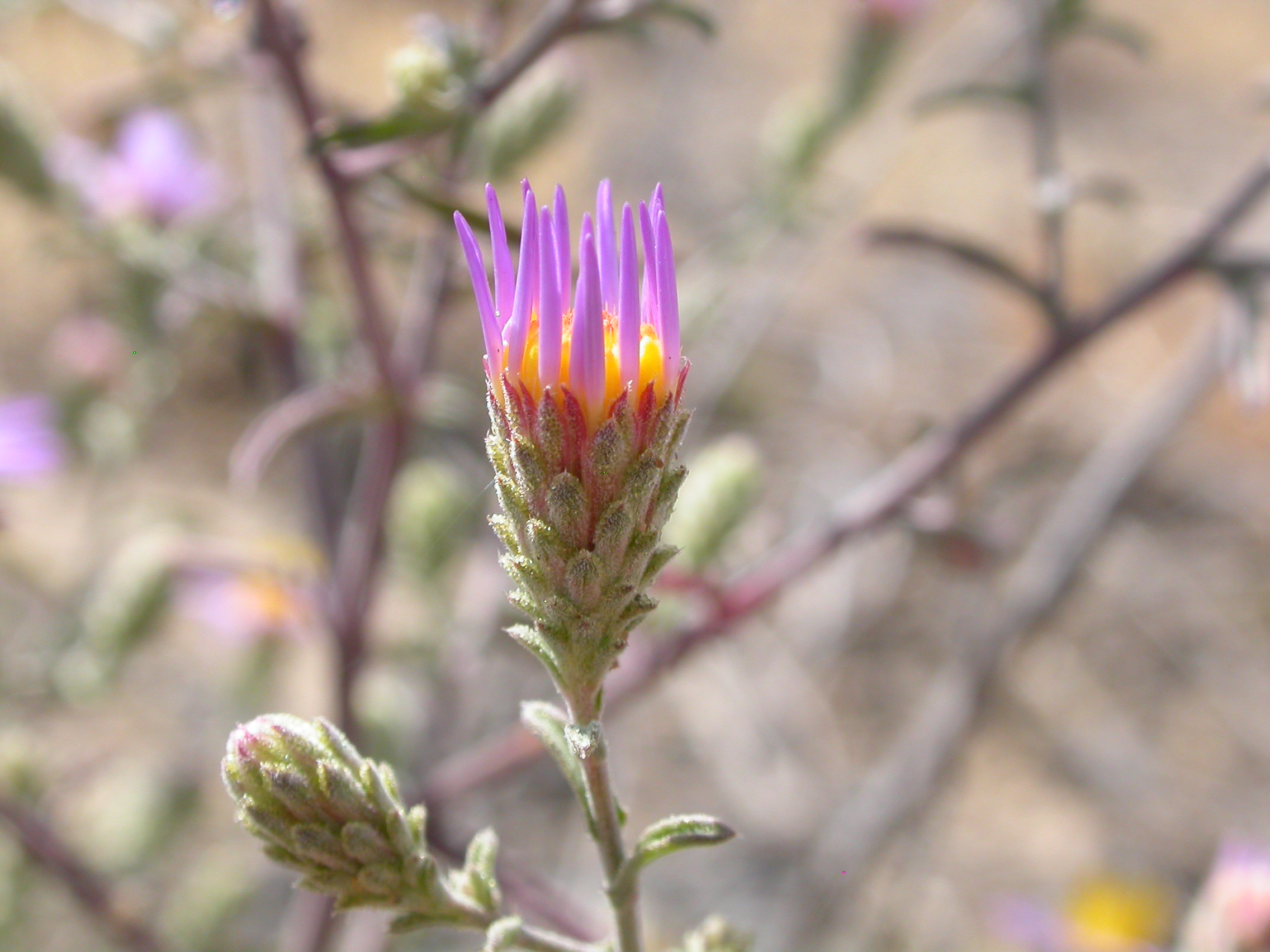
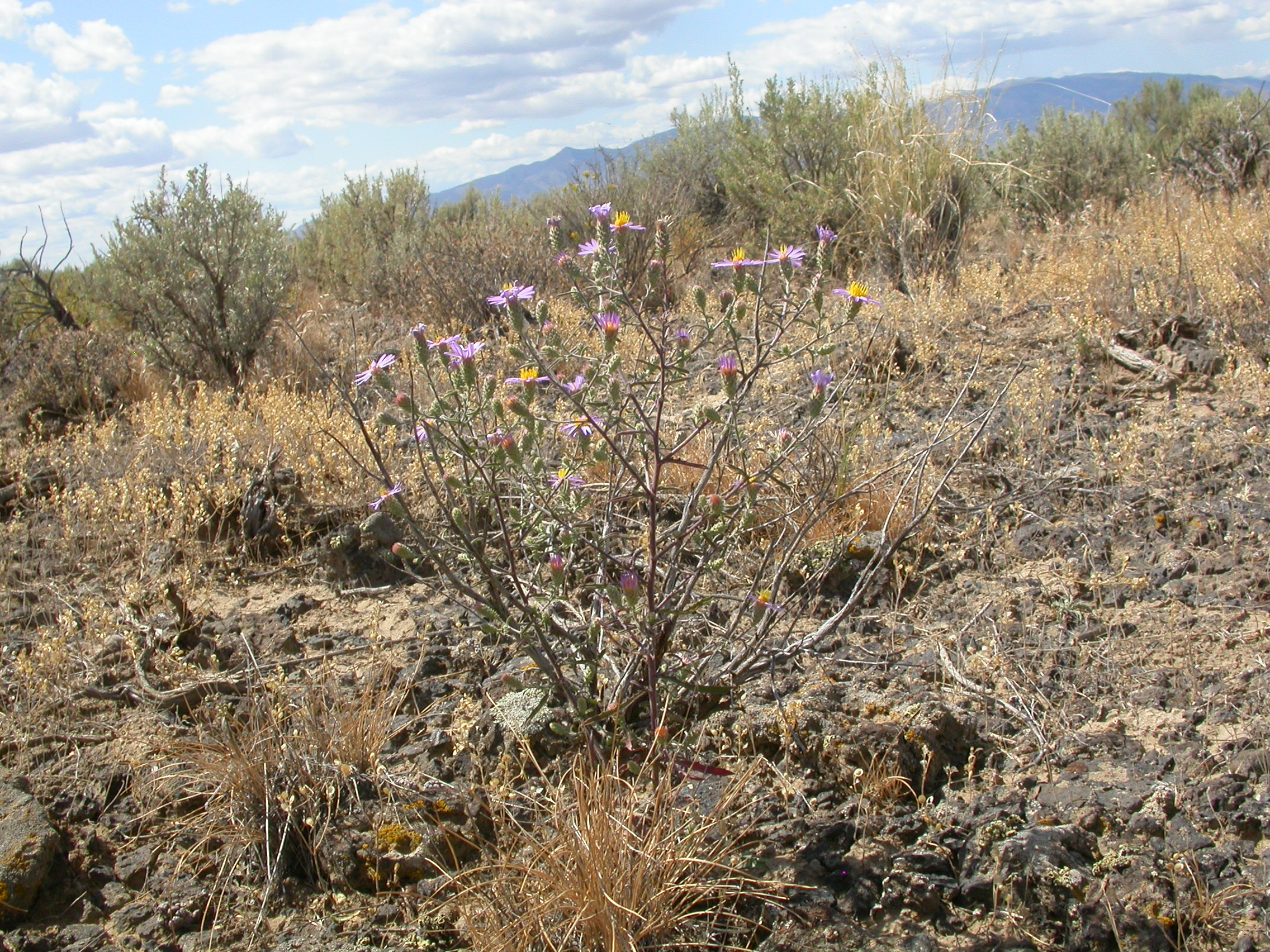